# Kyrkogården

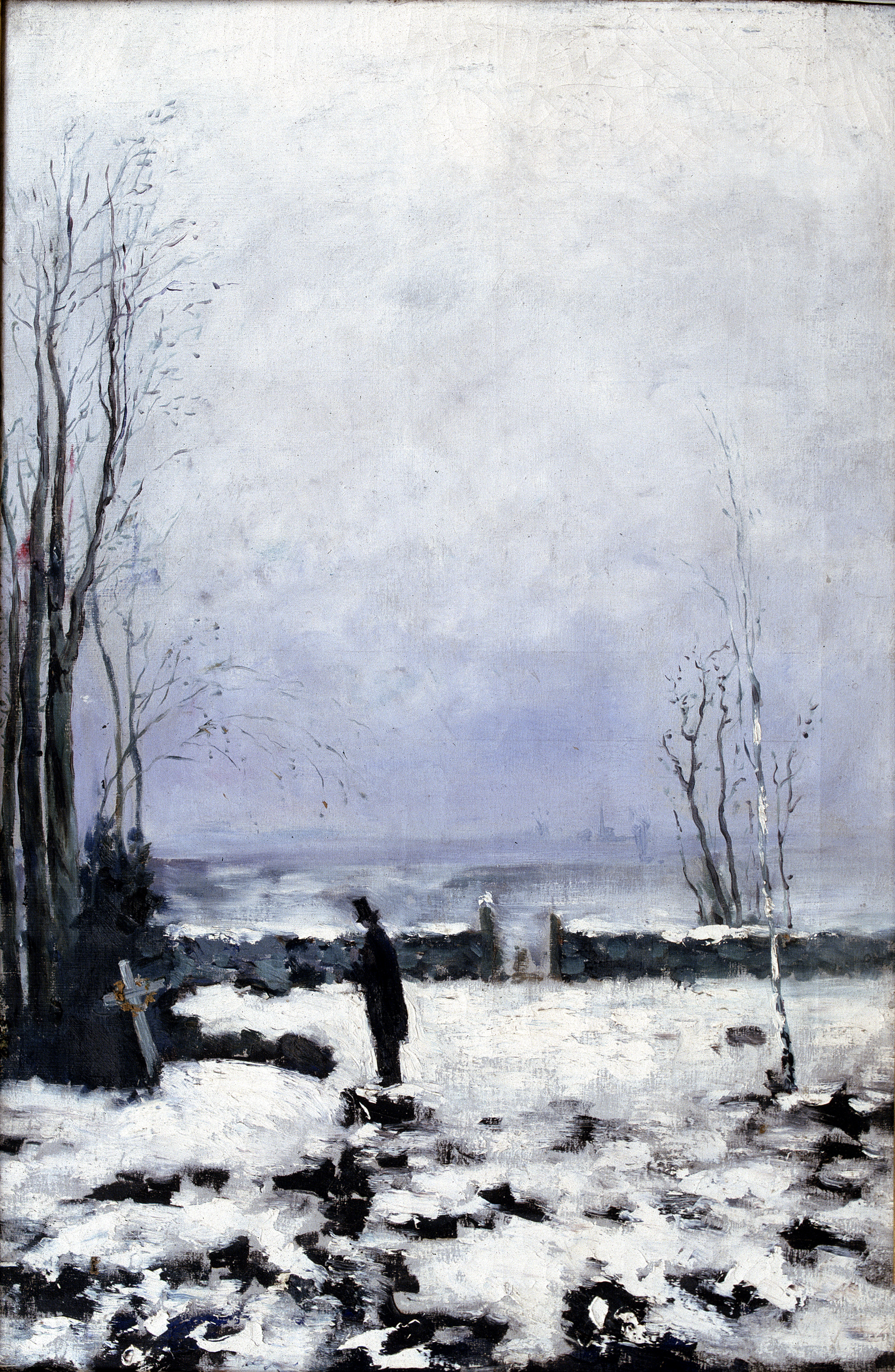

Kyrkogården är en målning av Carl Fredrik Hill från 1877. Den finns utställd på Malmö konstmuseum.